# Propedies gigas
Propedies gigas är en insektsart som beskrevs av Ronderos och Sanchez 1983. Propedies gigas ingår i släktet Propedies och familjen gräshoppor. Inga underarter finns listade i Catalogue of Life.